# Абдул-Азиз ибн Мухаммад
Абдул-Азиз ибн Мухаммад (? — осень 1803) — правитель, второй эмир первого саудовского государства (Дирийский эмират) (1765—1803). Старший сын и преемник Мухаммада ибн Сауда.

## Биография
Ещё при жизни своего отца Абдель-Азиз ибн Мухаммад участвовал в набегах на окрестные арабские племена. В 1755 году он захватил Хураймалу, а в 1764 году вместо своего отца командовал войском в битве с наджранцами.
В 1765 году после смерти своего отца Абдель-Азиз ибн Мухаммад стал новым правителем Дирийского эмирата и имамом, то есть духовным лидером мусульман.
Продолжил завоевательную политику своего отца. В первые годы новый эмир Абдель-Азиз ибн Мухаммад захватил Вашм и Судайр, покорил часть кочевых племён субай и зафир, заставил присягнуть себе большую часть Касима.
Абдель-Азиз ибн Мухаммад продолжил борьбу против эмирата Эр-Рияда. В одной из битв были убиты два сына Даххама ибн Давваса, после чего старый эмир был сломлен. В 1773 году при приближении армии Саудидов эмир Даххам ибн Даввас бежал с семьёй из Эр-Рияда, а за ним последовала большая часть жителей города. Саудиды без боя заняли опустевший город. После этого Дирийский эмират стал главенствующей силой в Неджде.
После падения Эр-Рияда главным противником Саудидов стал Зайд ибн Замиль, эмир Дилама и всего Эль-Харджа. После неудачной попытки заключить союз с Наджраном, эмир Зайд присоединился к ваххабитам, но вскоре изменил им. Другой противник Саудидов — Арайар из племени бану халид, внезапно скончался, и диръийцы стали разжигать в его владениях междоусобицу, ослабив противника. Та же участь постигла и Эль-Хардж после убийства Зайда ибн Замиля в 1783 году.
В 1783—1786 годах Неджд постигла страшная засуха, которая вызвала голод. Блокированный ваххабитами Эль-Хардж оказался в отчаянном положении. В 1785 году Дилам был взят штурмом, эмир Барак ибн Зайд и его сторонники были убиты, а жители принесли присягу Абдель Азизу. Примерно эти же годы были подчинены Саудидам Эль-Афладж и Эд-Давасир.
На этом консолидация центральноаравийских земель вокруг Эд-Диръии завершилась. Хотя кое-где ещё вспыхивали восстания, местных эмиров нельзя было считать противниками Саудидов. Все они были либо полунезависимыми вассалами, либо прямыми ставленниками Абдель Азиза.
Общее укрепление власти эмира привело к тому, что в 1788 году Абдель Азиз решился на отважный шаг: он провозгласил сына Сауда своим наследником, а учитель Мухаммад ибн Абд аль-Ваххаб убедил города и провинции присягнуть наследному принцу на верность. Дело в том, что наследование от отца к сыну не было общепринятым в Аравии. Власть передавалась не только по старшинству в роду, но и по личным заслугам кандидата. Решающее слово при выборе нового эмира принадлежало верхушке знати.
С этого времени престарелый эмир Абдель Азиз ибн Мухаммад фактически отошёл от дел. Во всех походах недждийскую армию возглавлял молодой и энергичный принц Сауд ибн Абдул-Азиз. Однако договоры он продолжал заключать от имени своего отца.
В 1786 году Саудиды предприняли свой первый набег на побережье Персидского залива. Затем эти набеги стали регулярно повторяться.
В 1792 году после смерти основателя ваххабизма Мухаммада ибн ал-Ваххаба Саудиды объединили в своих руках светскую и духовную власть.
В марте-апреле 1802 года ваххабиты во главе с Абдул-Азизом совершили налёт на Кербелу, убив до 5000 жителей города и вывезя около 4000 верблюдов с награбленным.   
Осенью 1803 года эмир Абдель Азиз ибн Мухаммад пришёл в мечеть Турайф для совершения асра (предвечерней молитвы). Он расположился в первом ряду. Когда эмир распростёрся на полу, из третьего ряда неожиданно выскочил живший при дворе дервиш Осман из Мосула. Он ударом кинжала убил Абдель Азиза и ранил его брата Абдаллу. Абдалла успел ударить дервиша саблей, а остальные присутствовавшие добили его. По некоторым данным, Осман был шиитом, потерявшим всю семью во время налёта ваххабитов на Кербелу в 1802 году. Не исключено, что он был просто наёмником, подосланным багдадским пашой. Известие о смерти Абдель Азиза вызвало большое воодушевление в Багдаде и Стамбуле, но на этом успехи в борьбе османов с саудидами закончились.
После смерти Абдул-Азиза ибн Мухаммада следующим правителем Дирийского эмирата стал его сын и соправитель Сауд ибн Абдул-Азиз (1803—1814).